# Donja Reka
Donja Reka – wieś w Chorwacji, w żupanii zagrzebskiej, w mieście Jastrebarsko. W 2011 roku liczyła 349 mieszkańców.